# Войска Северного Кавказа (ВСЮР)
Войска Северного Кавказа — оперативно-стратегическое объединение частей ВСЮР на Северном Кавказе.
Были сформированы главнокомандующим ВСЮР генералом Деникиным 23 января 1919 в ходе боёв на Северном Кавказе после упразднения 3-го армейского корпуса генерала В. П. Ляхова под названием войск Терско-Дагестанского края. 4 августа 1919 были переименованы в войска Северного Кавказа. Командовал войсками главноначальствующий Области Северного Кавказа.

## Состав
- 8-я пехотная дивизия:
- 81-й пехотный Апшеронский полк
- 82-й пехотный Дагестанский полк
- 84-й пехотный Ширванский полк
- 1-й и 2-й Сводные полки 52-й пехотной дивизии
- Запасный батальон (411 шт.; полк. Гуртих с 22 июля 1919)
- 8-я артиллерийская бригада
- Кавказский отдельный артиллерийский дивизион (1-я, 2-я и 3-я батареи)
- 8-я инженерная рота (кап. П. Иванов, с 13 ноября 1919)
- 1-я Кубанская пластунская бригада:
- Особый пластунский батальон (полк. Рутковский)
- 6-й пластунский батальон (245 шт., 7 пул.; полк. Еременко)
- 7-й пластунский батальон (562 шт., 12 пул.; полк. Погодин)
- 12-й пластунский батальон (800 шт., 9 пул.; полк. Пята)
- 1-й Кубанский казачий пластунский артиллерийский дивизион (полк. И. Белый, с 2 августа 1919): 1-я и 4-я (4 легких орудия) Кубанские пластунские батареи
- 1-я Терская пластунская отдельная бригада:
- 1-й Волжский пластунский батальон (304 шт., 5 пул.)
- 2-й Волжский пластунский батальон (85 шт., 1 пул.)
- 1-й Сунженско-Владикавказский пластунский батальон (222 шт., 4 пул.)
- 2-й Сунженско-Владикавказский пластунский батальон
- 1-й Кавказский пластунский артиллерийский дивизион (с 29 июля 1919; ген.-майор Шлегель): 1-я Кавказская пластунская горная батарея — 3 горных орудия и 1-я Кавказская легкая гаубичная батарея — 2 гаубицы
- 9-й Терский пластунский батальон
- 2-я Терская казачья дивизия:
- 1-й и 2-й Сунженско-Владикавказские казачье полки ТКВ
- 1-й и 2-й Кизляро-Гребенские полки Терского казачьего войска
- 2-й Терский казачий конно-артиллерийский дивизион (с 29 июля 1919; 4-я, 5-я и 6-я (бывш. пластунская) батареи; ес. Антонов)
- Запасная Терская Кавказская конно-артиллерийская батарея (полк. Яблочков)
- Кабардинская конная дивизия:
- 5-й и 6-й Кабардинские конные полки
- учебно-запасная команда (44 саб.)
- пулеметные курсы (7 пул.)
- Осетинская конная дивизия:
- 1-й, 2-й,  и 4-й Осетинские конные полки
- 1-й (сформирован 7 мая 1919), 2-й (308 шт., 4 пул.; полк. А.К. Тхостов, с 10 ноября 1919) и
- 3-й (с 1 мая 1919; 384 шт., 4 пул.; полк. Гранат, с 10 ноября 1919) Осетинские стрелковые батальоны
- 5-й гусарский Александрийский полк
- 2-й автомобильный батальон

К 5 октября 1919 в состав войск Северного Кавказа также были включены:
- Осетинский (Кубанский) дивизион (78 сабель)
- Осетинский конный дивизион (46 сабель,1 пулемёт)
- партизанский отряд (191 сабель, 1 пулемёт)
- Астраханская отдельная сотня (120 сабель)
- Кавказский инженерный батальон (3 роты, 256 человек, командир — полковник Введенский (с 10.11.1919)
- Запасная Терская батарея (6 орудий),э
- 1-й отдельный конно-горный дивизион (2 батареи, 8 орудий)
- бронепоезда «Терец», «Кавказец» и «Святой Георгий Победоносец»
- 5-й авиаотряд (2 самолёта)
- 6-я, 8-я и 18-я радиостанции

На 18 июля 1919 войска насчитывали 24 920 чел. (1622 офицера, 18 596 строевых, 2167 вспомогательных и 2535 нестроевых нижних чинов) и в оперативном отношении делились на несколько отрядов:
- Астраханский (генерал-майор Драценко)
- Свято-Крестовский (генерал-майор Киленин)
- Южный (генерал-лейтенант князь Вадбольский)
- Владикавказский (полковник Фирсов)
- Грозненский (генерал-майор Колесников)
- Петровский (генерал-майор Руднев)
- Кизлярский (полковник Потетин)

К 18 октября 1919, вместе с подчинённым главноначальствующему на Северном Кавказе Закаспийским отрядом части насчитывали 11 123 (11 167) штыков, 5423 (5513) сабель, 328 сапёров, 225 пулемётов, 70 орудий, 2 самолёта и 8 бронепоездов.

## Военные действия
Войсками зимой 1919 года была ликвидирована Терская советская республика и взяты города Северного Кавказа — Владикавказ, Грозный, Кизляр. В мае войска взяли Дагестан, ликвидировав Горскую республику.
Войска Северного Кавказа участвовали в неудачном наступлении белых на Астрахань, а также в подавлении антиденикинского восстания в Ингушетии, Дагестане и Чечне. После поражения ВСЮР в Нижнем Поволжье и на Восточном Кавказе 17 марта 1920 из остатков войск был сформирован Владикавказский отряд, отступивший по Военно-грузинской дороге и 4 апреля прибывший в Поти, где белые были интернированы грузинскими властями. Войска Северного Кавказа были расформированы 10 мая 1920.

## Командный состав
Командующие:
- генерал-лейтенант В. П. Ляхов (23 января — 29 апреля 1919)
- генерал от кавалерии И. Г. Эрдели (с 29 апреля 1919)

- Помощник командующего: генерал-лейтенант П. А. Томилов
- Начальник штаба: генерал-майор Е. В. Масловский (с 1 февраля 1919)
- Генерал-квартирмейстер: полковник К. Г. Булгаков
- Дежурный генерал: генерал-майор Г. Н. Масляников
- Инспектор артиллерии: генерал-лейтенант Н. Д. Невадовский (сентябрь-октябрь 1919)
- Заведующий передвижением войск: генерал-майор М. Н. Соловьёв
- Начальник снабжений: генерал-майор А. В. Арцишевский (сентябрь-октябрь 1919)